# Jaroslav Vedral

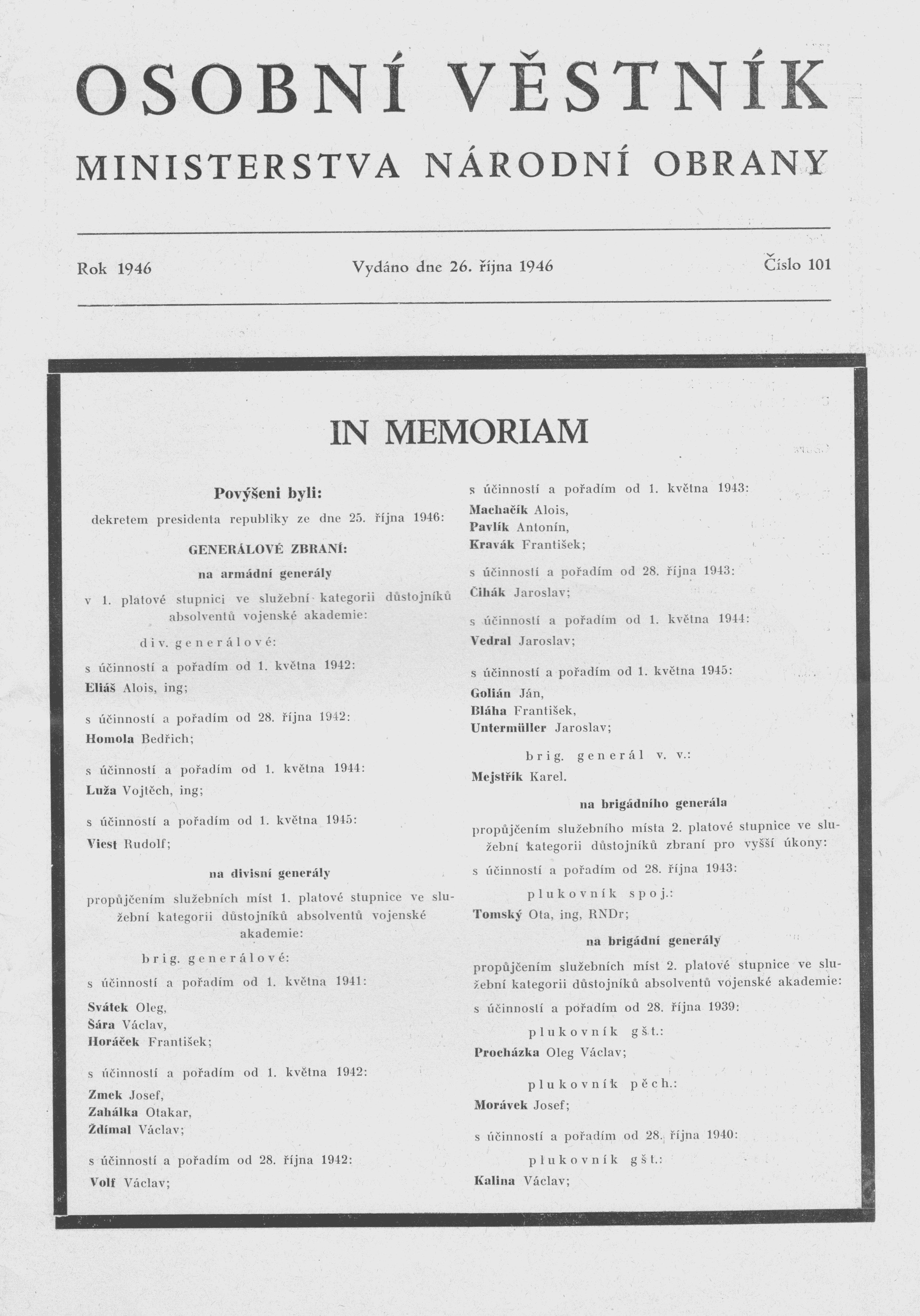
Osobní věstník MNO číslo 101 ze dne 26. října 1946 titulní strana - povýšení do hodnosti divizního generála

Jaroslav Vedral, často uváděn i jako Jaroslav Vedral-Sázavský (17. listopadu 1895, Mělník nad Sázavou, Rakousko-Uhersko – 6. října 1944, Dukelský průsmyk, obec Vyšný Komárnik, Československo) byl český voják, velitel, štábní důstojník a vojenský pedagog.
Jde o jednoho ze dvou československých generálů, kteří padl na frontě v boji s nepřítelem, když během bojů o Dukelský průsmyk v rámci Karpatsko-dukelské operace na východní frontě jeho automobil dne 6. října 1944 najel na německou minu.

## Život
Maturoval v roce 1914 na hospodářské škole v Chrudimi, v březnu roku 1915 byl povolán ke službě v řadách Rakousko-uherské armády. Po absolvování základní důstojnické školy odjel na ruskou frontu, kde v srpnu roku 1916 u Dněstru dobrovolně přešel do ruského zajetí. V témže roce se přihlásil do československých legií, kde byl příslušníkem České družiny a dne 2. července 1917 se zúčastnil bitvy u Zborova, kde v hodnosti desátníka velel jedné z čet. V československých legiích krátce působil jako rozvědčík, poté jako zástupce velitele čety, od roku 1917 v hodnosti poručíka jako velitel kulometné roty. V roce 1919 byl povýšen do hodnosti kapitána a společně s československými legiemi se přes Sibiř probojoval k návratu zpět do Československa.
Po první světové válce po svém návratu do vlasti v roce 1920 absolvoval v Praze Válečnou školu a posléze působil v Československé armádě v různých štábních, velitelských i pedagogických funkcích. V roce 1937 získal kvalifikaci polního letounového pozorovatele štábu. Při mobilizaci v roce 1938 byl náčelníkem štábu VIII. armádního sboru v hodnosti plukovník. Po německé okupaci organizoval odchody českých vojáků do zahraničí, kdy aktivně působil jako významný funkcionář ve vojenské odbojové organizaci Obrana národa. V lednu 1940 mu hrozilo zatčení gestapem, proto i on sám odešel společně se svou rodinou přes Budapešť a Bělehrad nejprve do Francie, kde organizoval československé exilové vojsko a kde používal své známé krycí jméno Sázavský. Po kapitulaci Francie v roce 1940 byl evakuován do Velké Británie. Během ústupových bojů československých vojsk ve Francii se velmi osvědčil jako mimořádně schopný velitel.
Ve Velké Británii působil jakožto štábní důstojník na exilovém Ministerstvu národní obrany se sídlem Londýně, působil zde i jako vojenský diplomat a současně absolvoval výsadkářský výcvik. Od října 1941 do ledna 1943 byl vojenským atašé u norské exilové vlády a poté náčelníkem 3. oddělení štábu pro vybudování branné moci v Londýně. V roce 1944 na vlastní žádost odejel bojovat na východní frontu, kde od září 1944 působil v hodnosti brigádního generála ve funkci velitele 1. československé samostatné brigády v SSSR, která bojovala v řadách Prvního československého armádního sboru. Dne 6. října, krátce po vstupu československých vojáků a Rudé armády na čerstvě osvobozené československé státní území u obce Vyšný Komárnik v okrese Svidník tragicky zahynul násilnou smrtí přibližně 100 metrů od československé státní hranice, kdy jeho štábní automobil najel na nastraženou německou minu a kompletně celá posádka vozidla byla jejím výbuchem usmrcena. V čele brigády jej nahradil jeho dosavadní zástupce, brigádní generál Bohumil Boček.
Pochován je v Dukelském průsmyku, dnes Slovensko, v katastru obce Vyšný Komárnik.

## Pamětní místa
- Pomník důstojníků Generálního štábu, obětí z let 1939–1945 (Pomník padlým a popraveným absolventům Vysoké školy válečné před sídlem Ministerstva obrany ČR[3]) v Praze 6, Tychonova 270/2, v objektu Ministerstva obrany ČR. Pomník byl slavnostně odhalen 11. listopadu 2004 a jeho autorem je akademický sochař Peter Nižňanský[3]
- Pamětní deska na budově Generálního štábu AČR v Praze 6. Pamětní deska je umístěná napravo od hlavního vchodu do historické budovy Generálního štábu Armády České republiky (GŠ AČR) (adresa: Vítězné náměstí 1500/5, 160 00 Praha 6 – Dejvice).[4] Jméno Jaroslava Vedrala je uvedeno jako poslední v seznamu jmen na pamětní desce.
- Pomník ve vsi Mělník v obci Úžice, okres Kutná Hora
- pomník v Dukelském průsmyku, dnes Slovensko (viz seznam)
- Hrob na vojenském hřbitově v Dukelském průsmyku, dnes Slovensko
- Pamětní deska ve městě Sázava, okres Benešov
- pojmenované ulice v Sázavě a v Kostelci nad Černými lesy

Pamětní místa
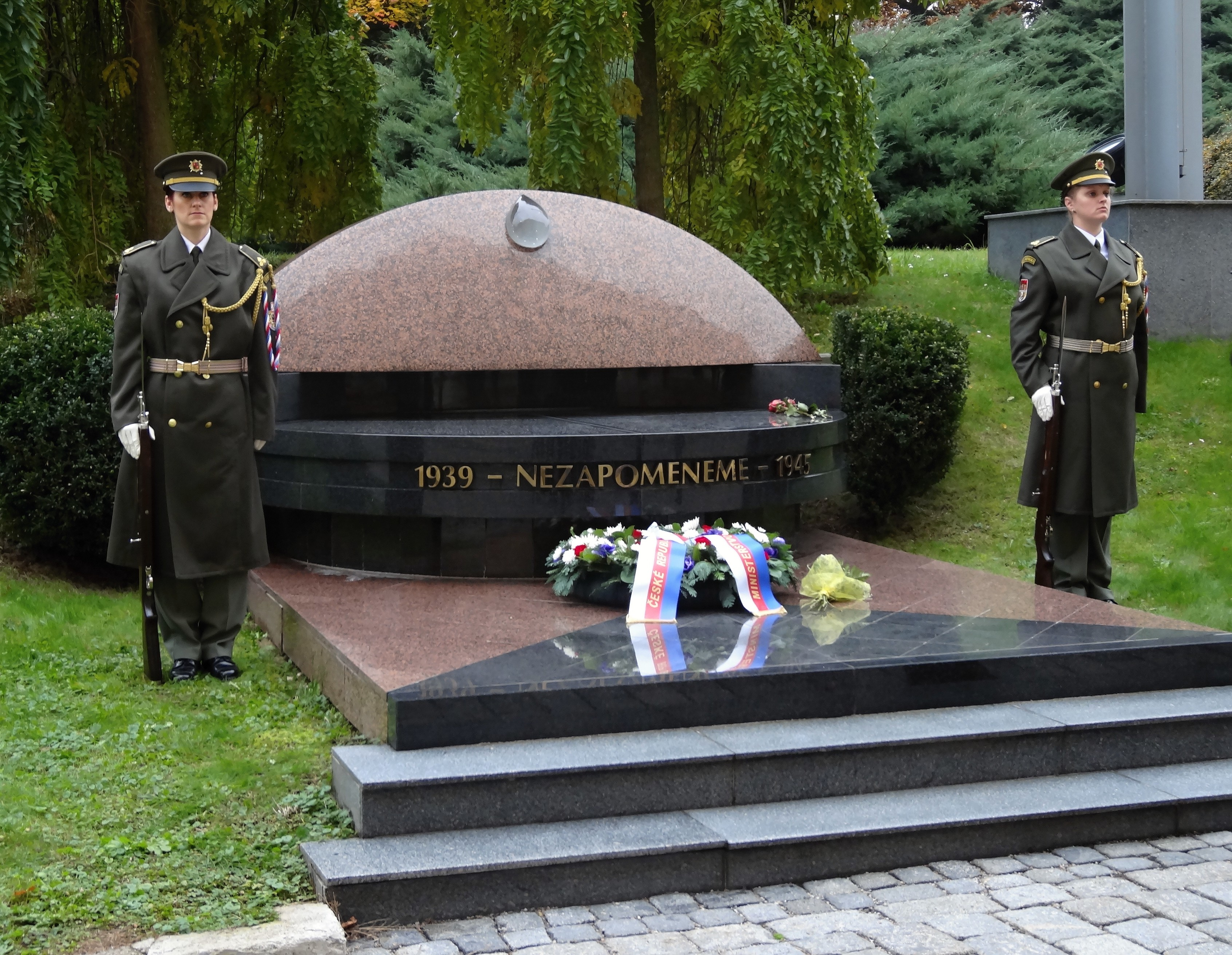
Pomník důstojníků GŠ (obětí z let 1939 – 1945)
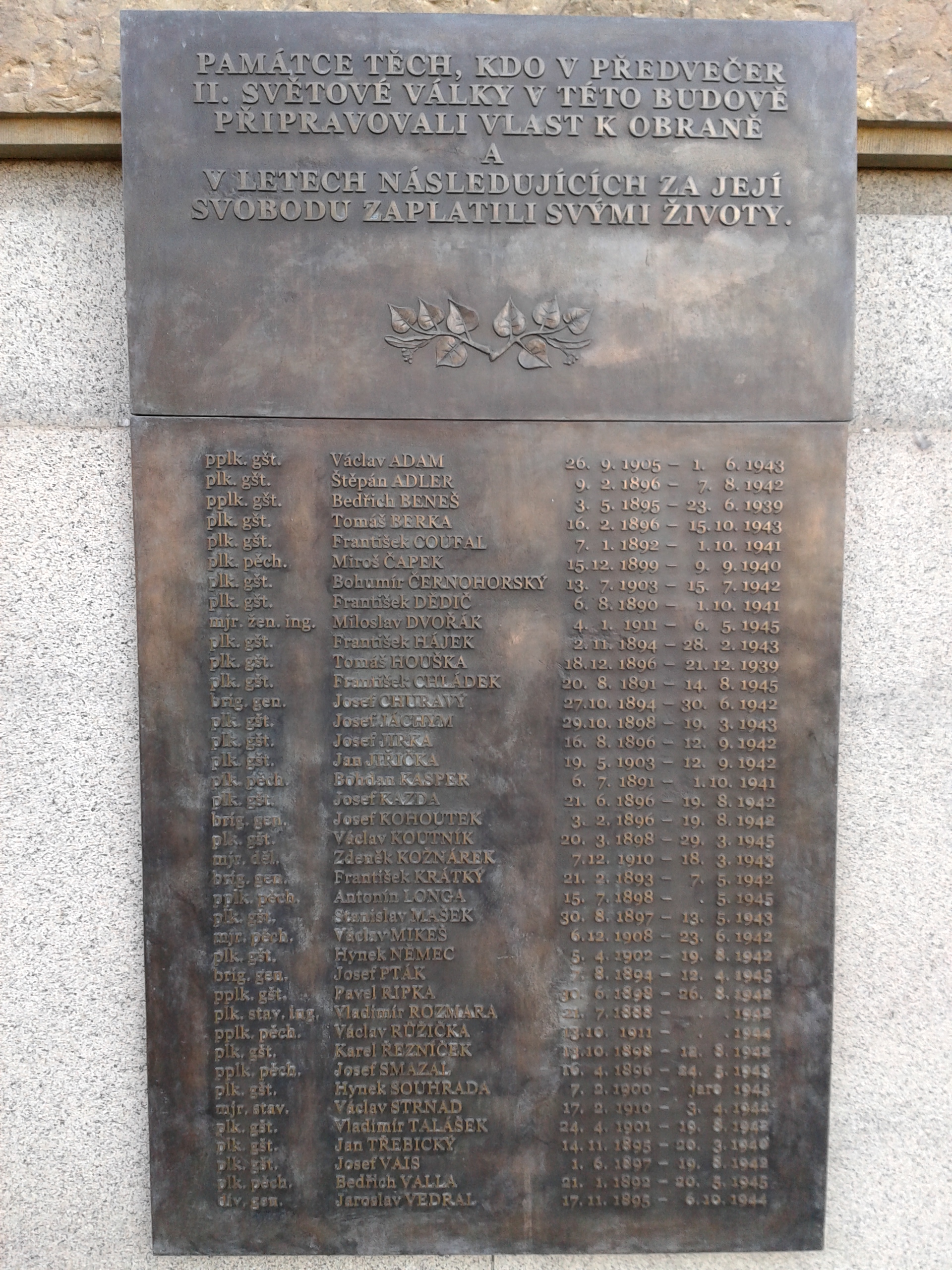
Pamětní deska u vchodu do GŠ AČR (Vítězné náměstí, Dejvice)
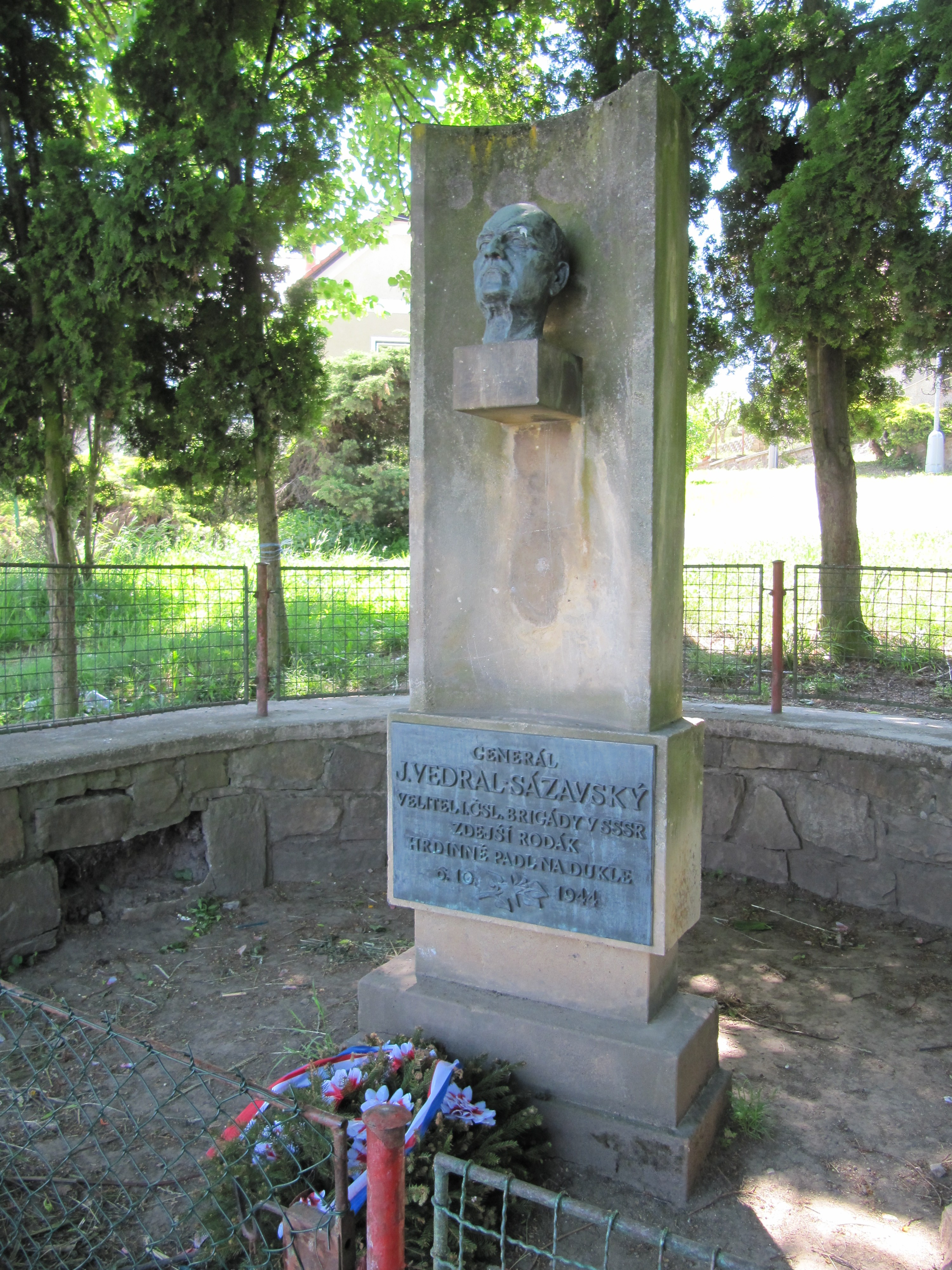
Pomník v Mělníku, Úžice

## Vyznamenání
- Československý válečný kříž 1914–1918
- Řád sokola
- Československá revoluční medaile
- Československá medaile Vítězství
- Československý válečný kříž 1939 i. m.
- Československá medaile za zásluhy I. stupně
- Pamětní medaile československé armády v zahraničí  se štítky F, VB a SSSR
- Řád Milana Rastislava Štefánika III. tř. i. m.
- Vojenský řád sv. Jiří 3. stupně
- Válečný záslužný kříž (Italské království)